# 平原まこと
平原 まこと（ひらはら まこと、本名：平原 智（読みは同じ）、1952年5月2日 - 2021年11月26日）は、日本のマルチサックスプレイヤー。サックスを中心に、クラリネット、フルートも演奏する。
父は、トランペット奏者の平原勉。歌手のAIKAは長女、平原綾香は次女にあたる。

## 来歴・人物
大阪府出身。3歳から10歳まで長崎県長崎市で過ごす。天理高等学校を経て近畿大学商経学部を卒業。天理高校では全国的に強豪である吹奏楽部に所属し、クラリネットを担当するとともに副キャプテンをつとめた。近畿大学では文化会軽音楽部「P.K.U. アトミック・フォース・ジャズ・オーケストラ」に所属し、主将をつとめる。1974年には自ら関西の大学のオールスターズを結成し、メイナード・ファーガソンオーケストラとも共演した。
大学卒業後、1981年まで岡本章生とゲイスターズにアルトサックス奏者として在籍。
フランク・シナトラ、ナタリー・コールなど、海外アーティストのコンサートにも参加。服部克久率いる東京ポップスオーケストラでカーネギーホールへの出演、宮川泰と名匠「宮川組」でシカゴ公演など数多くのコンサートで成功を収めている。
スタジオミュージシャンとしては、ニューヨークや香港レーベルの依頼により単身海外に出向いてレコーディングするなど、多い時には年間1000曲を超えるレコーディングに参加。
安全地帯、谷村新司、B'z、スピッツ、山下達郎、さだまさしなど、日本を代表する数多くのミュージシャンのレコーディングやライブに参加しているほか、蜷川幸雄演出の『三文オペラ』や三谷幸喜脚本のミュージカル『オケピ!』などにも参加している。『8時だョ!全員集合』にサックス奏者として出演していた時期もある。
NHK連続ドラマ『ちゅらさん』のクラリネット、サックス、フルートの演奏を担当、『さくら』、『まんてん』、TBS系列『はなまるマーケット』、日本テレビ系列『火曜サスペンス劇場』、テレビ朝日系列『警視庁・捜査一課長2020』などでも演奏。
アニメでは『名探偵コナン』、『クレヨンしんちゃん』、『ルパン三世』、『機動戦士Ζガンダム』、スタジオジブリ作品『コクリコ坂から』、『ポケットモンスター』のサントラ等アニメ系の曲にも参加している。ゲームでは『ときめきメモリアル』の藤崎詩織や虹野沙希等のキャラクターソングに参加。
また、本名である「平原智」の名義でも録音を残しており、主に演歌のレコーディングの際はこの名義でのクレジットとなっている。木村好夫や千代正行とタッグを組みレコーディングした。それらの音源は「歌のない歌謡曲」のカセットテープやCDで聴くことが可能である。
2001年3月に創刊されたアルソ出版『ザ・サックス』vol.1から2012年3月発売のvol.52まで、11年間、「Makoto ni Mail de Q !」を連載。
2004年7月30日には、30周年記念コンサートを東京オペラシティーにて開催する。また、綾香とのセッションも実現した。ステージでは、作曲家の宮川彬良との共演「アキラさんとまこと君〜二人のオーケストラ〜」も多い。
2008年10月22日発売の『さだまさしトリビュート さだのうた』では、「ひまわり」を歌う綾香と競演。エンディングでサックスソロを披露した。
2009年から2013年、綾香と共に「長崎ブランド大使」の任命を受けた。
2014年12月13日、40周年記念コンサート「平原まこと40th Anniversary Concert LET'S CELEBRATE!! with AIKA & 平原綾香」を洗足学園前田ホールにて開催。
2020年5月、綾香とともに出演予定だった「TOKYO JAZZ ＋plus」が新型コロナウイルス感染拡大防止のため中止が発表されたが、「TOKYO JAZZ+plus LIVE STREAM」として、YouTubeの「AYAKA HIRAHARA OFFICIAL CHANNEL」にてオンライン配信された。
2021年11月26日 午前1時40分、胃がんのため死去。69歳没。訃報は同日に平原綾香公式サイトで公表された。

## アルバム
| 枚  | 発売日         | タイトル                                  |
| --- | -------------- | ----------------------------------------- |
| 1st | 1998年4月21日  | 月の癒し                                  |
| 2nd | 2000年7月1日   | 月の癒し〜もっと癒されて〜                |
| 3rd | 2005年3月23日  | アコースティック ヤマト                   |
| 4th | 2007年9月19日  | アキラさんとまこと君 ふたりのオーケストラ |
| 5th | 2009年5月20日  | Vocalese                                  |
| 6th | 2010年12月22日 | 月の癒し~想い~                            |
| 7th | 2014年11月26日 | MAKOTO ~The 40th Anniversary~             |

## 主な演奏
- 名探偵コナン
- クレヨンしんちゃん
- ルパン三世
- 機動戦士Ζガンダム
- カードキャプターさくら
- 西部警察 SPECIAL
- コクリコ坂から
- 警視庁・捜査一課長2020